# Partidul Independentist Portorican
Partidul Independentist Portorican (în spaniolă: Partido Independentista Puertorriqueño, PIP) este un partid politic din Puerto Rico care militează pentru independența față de Statele Unite.  PIP este unul dintre cele trei partide importante din Puerto Rico și al doilea partid ca vechime din țară. 
Simpatizanții PIP sunt denumiți de obicei independentistas, pipiolos, iar vorbitorii de engleză îi numesc simplu activiști proindependentiști. 

## Istoric
Partidul și-a început activitatea ca organizație electorală a mișcării independentiste din Puerto Rico. Este cel mai mare partid independentist și singurul al cărui candidați își au numele tipărite pe buletinele de vot – candidații celorlalte partide sunt trecuți de mână pe buletine. 